# 音學五書
《音學五書》又名《音统》是研究中國古音學的著作，顧炎武著，凡三十八卷。分为《音论》，《诗本音》，《易音》，《唐韵正》，《古音表》
顧炎武在書中提出“入为闰声”的理论,他说:“《诗》三百篇中亦往往用入声之字。其入与入为韵者什之七，入与平上去为韵者什之三。以其什之七而知古人未尝无入声也。以其什之三而知入声可转为三声也。 故入声、声之闰也。”
顧炎武認為《音學五書》與《日知錄》是生平的得意之作，其中《音論》分上中下3卷，共15篇，又是《音學五書》最重要的作品。康熙六年開始刊刻《音学五书》。一說张弨将《五书》刻板卖給李光地。

## 版本
- 符山堂刻本
- 光绪十一年四明观稼楼仿刻本
- 光绪十一年湘阴郭氏（庆藩）岵瞻堂刊刻本
- 光绪十六年长沙思贤讲舍刻本